# Sannikovland
Sannikovland (Russisch: Земля Санникова; Zemlja Sannikova) is een spookeiland in de Noordelijke IJszee. Het bestaan ervan was gebaseerd op een mythe die veel aanhang kreeg in het 19e-eeuwse Rusland.

## Geschiedenis
Bonthandelaren Jakov Sannikov (een ervaren poolvaarder) en Matvej Gedensjtrom claimden het te hebben gezien tijdens een cartografische expeditie naar de Nieuw-Siberische Eilanden van 1808 tot 1810. Sannikov, die eerder de eilanden Stolbovoj en Faddejevski had ontdekt, was de eerste die het nieuws in 1811 naar buiten bracht van een "uitgestrekt land" ten noorden van het eiland Kotelny, en het werd daarom naar hem vernoemd. Volgens hem staken er "hoge rotsbergen" boven het water uit. Een ander feit dat op het bestaan wees, was de grote vogeltrek van ganzen die elk voorjaar naar het noorden vlogen in die richting en in het najaar terugkeerden. Daar er verder geen land was in de Noordelijke IJszee, moesten ze wel ergens zijn neergestreken in een rijk vruchtbaar gebied, zo stelden sommigen. De vraag rees echter hoe ver ten noorden van de noordkust het eiland zich dan moest bevinden.
De Russische poolonderzoeker baron Eduard Toll geloofde in het bestaan van het hypothetische Arktida en rustte een expeditie uit op zoek naar dit supercontinent dat Sannikov volgens hem in werkelijkheid had gezien. Op 13 augustus 1886 schreef hij in zijn dagboek "De horizon is volledig leeg. In de richting van het noordoosten duidelijk de vormen van vier tafelbergen gezien, die in het oosten verbonden waren met laagland. Dus de verklaring van Sannikov bleek volledig correct. We zijn daarom gerechtigd om op de juiste plaats op de kaart een gestippelde lijn te tekenen en daarop te schrijven 'Sannikovland'." Tijdens een nieuwe expeditie in 1893 claimde hij dat hij het eiland opnieuw had gezien, toen hij een lijn van bergen waarnam aan de horizon.
In 1937 voer de Sovjetijsbreker Sadko naar de locatie van het vermeende eiland en voer er ten zuiden, oosten en noorden omheen, maar vond alleen oceaanijs. Op verzoek van Sovjetwetenschapper, geoloog (en sciencefictionschrijver) Vladimir Obroetsjev vloog er een vliegtuig overheen op zoek naar het eiland, maar weer leverde de zoektocht niets op. Daarop werd vastgesteld dat het eiland niet bestond.

## Alternatieve verklaring
Sommige wetenschappers, afgaand op andere successen die Sannikov bereikte, denken echter dat het eiland wel degelijk bestond, maar op een gegeven moment door de zee werd vernietigd en weer onder water verdween. Het eiland zou volgens hen niet hebben bestaan uit rotsen, maar zoals veel andere eilanden in de regio (bijvoorbeeld de Diomedeseilanden) uit permafrost (fossiel ijs) met daaroverheen een dun laagje aarde. Dit proces van het verdwijnen van eilanden, zoals die van de archipel van de Nieuw-Siberische Eilanden, is tot op heden aan de gang. Deze manier van denken wordt echter breed gezien als een vorm van pseudogeschiedenis.
Het raadsel van de overvliegende vogels werd opgelost door de overtrekkende vogels van sensoren te voorzien. Dit wees uit dat de ganzen de hele Noordelijke IJszee overvlogen en nestelden aan de overzijde; in Canada en Alaska.

## Volkscultuur
Het verhaal van Sannikovland werd in 1926 door Obroetsjev vastgelegd in zijn fictionele roman Sannikovland. In dit verhaal vormt het eiland de laatste uitvlucht voor de stam Onkilon (een oude Russische naam voor het volk de Yuit of Siberische Joepik), die in het verhaal van het Siberische vasteland waren verdreven door andere Siberische volken. Het eiland vormt hierbij het decor voor een expeditie die strand op Sannikovland (op zoek ernaar), waarbij de Onkilon, waarvan gedacht was dat ze waren uitgestorven, worden herontdekt. In zijn verhaal geeft hij een plausibele mogelijke verklaring voor het verdwijnen van het eiland, wanneer dat werkelijk zou hebben bestaan; een vulkaan zorgt voor warmte, maar uiteindelijk zorgt een uitbarsting ervan voor de verdwijning van Sannikovland.
In 1973 werd het verhaal van Obroetsjev gebruikt voor de gelijknamige Sovjetsciencefictionfilm Sannikovland.
Het verhaal van Obroetsjev vormde tevens een inspiratiebron voor het computerspel Syberia II.
Sannikovland (spookeiland)